# Logaritmisk spiral
En logaritmisk spiral är en speciell form av spiralkurva som ofta förekommer i naturen, från olika slag av levande organismer; så som blommor, skaldjur och snäckor till hur galaxer är formade och olika vädersystem.
Descartes var en av de första som beskrev en logaritmisk spiral samt dess funktion och senare tog Jakob Bernoulli konceptet vidare. Han kallade det för Spira mirabilis, "Den underbara spiralen".

## Definition
Egentligen är en spiral bara en kurva som man har ritat på ett sådant sätt att man väljer en punkt och helt enkelt roterar runt den punkten medan avståndet till punkten hela tiden blir större. Ifall allt detta sker i ett och samma plan får man en tvådimensionell spiral och på samma sätt får man en tredimensionell spiral om förflyttningen är i en annan riktning.

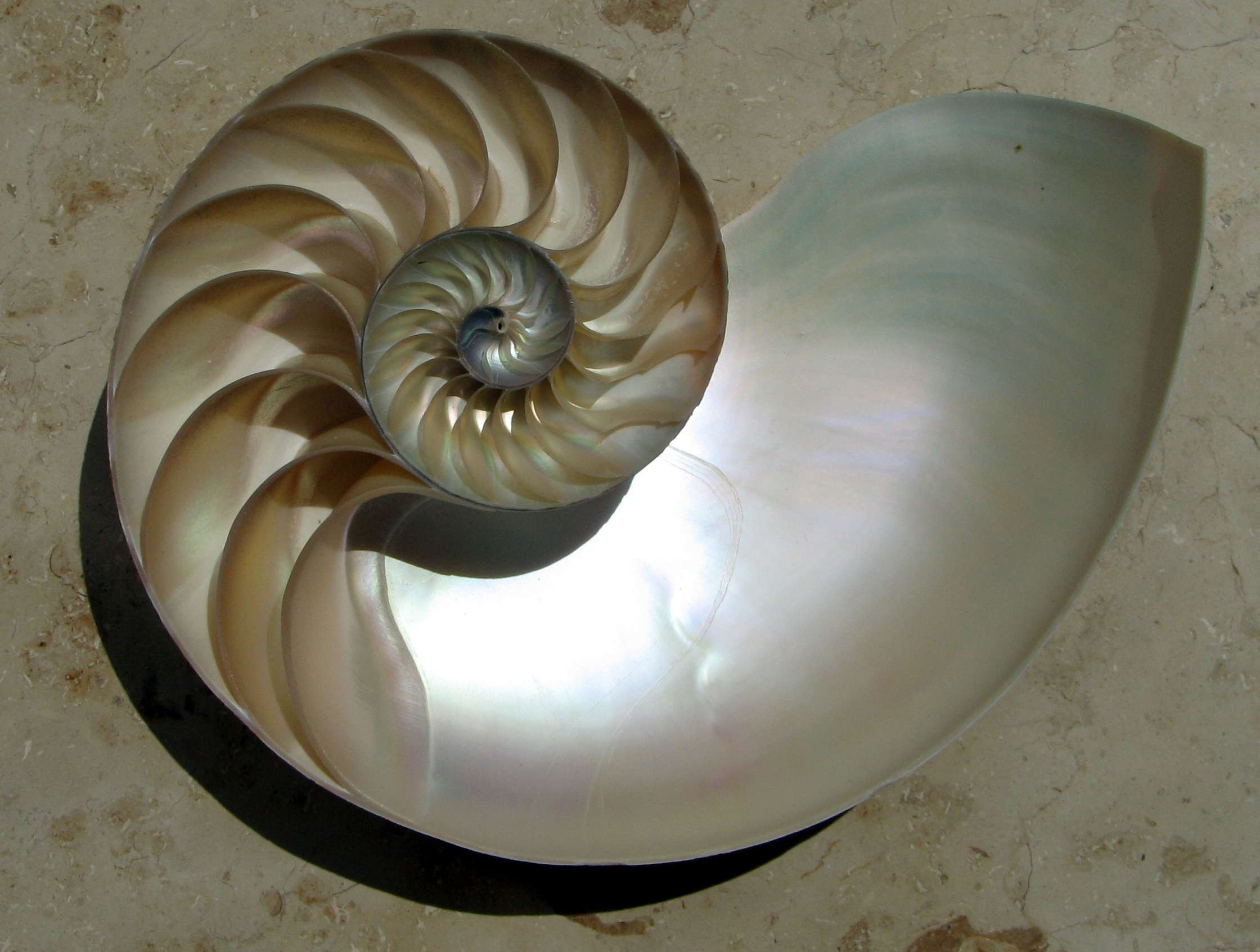
Ett skal från en pärlbåt.

I logaritmiska spiraler höjs avståndet från mittpunkten successivt med samma förhållande för varje varv. Dessa kan även kallas för tillväxtspiraler.

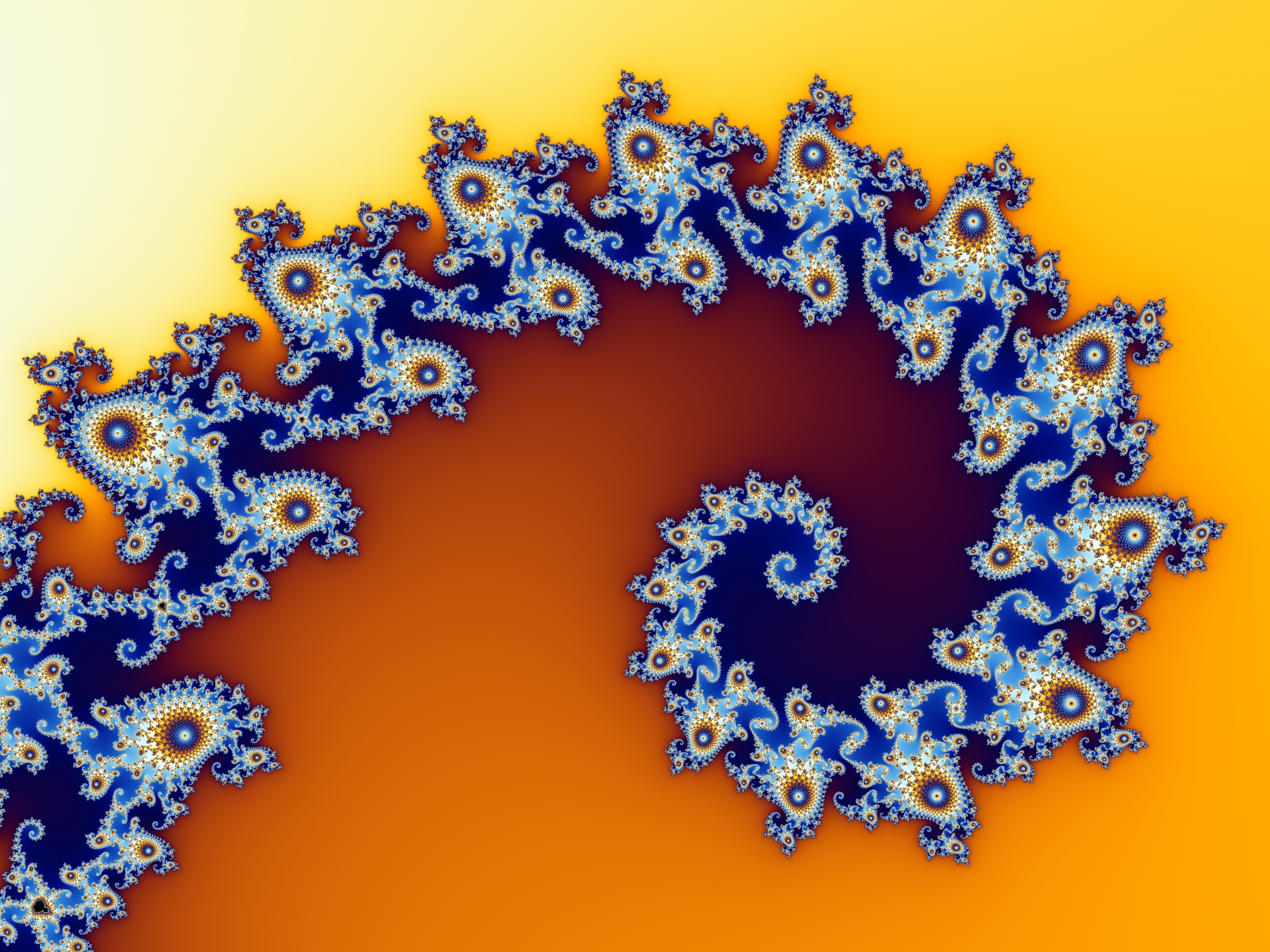
Misiurewicz-punkten i mandelbrotmängden.

Man beskriver dessa spiraler antingen i form av polära koordinater där radien bildar en exponentiell funktion av spiralens vinkel, eller som logaritmen av spiralens radie; på följande vis:
{\displaystyle r=a\mathrm {e} ^{b\theta }\Leftrightarrow \theta ={\frac {1}{b}}\ln {\frac {r}{a}}}
Där e är basen för naturliga logaritmer medan a och b är positiva reella konstanter.
I parametrisk form så får vi formeln:
{\displaystyle x(t)=r(t)\cos t=ae^{bt}\cos t,}
{\displaystyle y(t)=r(t)\sin t=ae^{bt}\sin t}
Spiralen har även den egenskapen att vinkeln φ mellan tangenten och radial linjen i punkten (r,θ), är konstant. Denna egenskap kan uttryckas på följande differential geometriska sätt:
{\displaystyle \arccos {\frac {\langle \mathbf {r} \theta ),\mathbf {r} '(\theta )\rangle }{\|\mathbf {r} (\theta )\|\|\mathbf {r} '(\theta )\|}}=\arctan {\frac {1}{b}}=\theta }
Derivatan av r(θ) är proportionerlig i förhållande till parametern b, med andra ord beskriver den hur “strängt” och åt vilket håll spiralen far mot.
Extremfall:
Ifall b är noll så bildar spiralen en cirkel där radien är av storlek a, och ifall b går mot oändlighet så börjar spiralen bilda en typ av linje.

### Beskrivning
Nedan ser vi den allmänna beskrivningen på en logaritmisk spiral. Den har egenskapen att förhållandet mellan vinkeln till radien och tangenten i radiens ändpunkt är lika stora oavsett vilka punkter man beaktar och dess polära ekvation är:
{\displaystyle r=a\mathrm {e} ^{b\theta }} där a > 0 och b > 0
Börjar med att rita en rektangel, vi ger alla hörn i rektangeln ett namn, A, B, C, D. Viktigt att tänka på är att proportionerna skall vara enligt gyllene snittet. Sträckan AD blir då 21 och AB blir 34.
Därefter skapar vi en till fyrkant inuti den ursprungliga på följande vis: AE blir 21 och EB blir 13. Efter detta skapar vi en till fyrkant på följande vis: BG blir 13, GC (samma sak som CJ) blir 8 och JF(samma sak som FH) blir 5.
Nu när vi fått grunden kan vi börja rita själva kurvan som bildar spiralen vi är ute efter. Börja med att (helst med passare) dra en kurva (ifall passare finns till hands, sätt spetsen på punkt f) och börja dra först från D till E, sedan (med passarspetsen i punkten H) från E till G. Därefter skall en kurva dras från G till J (med passarspetsen i punkten I) etc.
Nu borde vi ha fått en logaritmisk spiral som går mot en specifik punkt. Denna punkt ses kanske tydligast om man drar en streck från A till C samt F till B. Där dessa två linjer skär varandra är även mittpunkten för den logaritmiska spiralen.

## Historia
Spira mirabilis, som är latin och betyder “mirakelspiral”, är ett annat namn för den logaritmiska spiralen. Oavsett om denna spiral redan hade fått ett flertal namn av andra matematiker så gav Jakob Bernoulli just det här namnet till den på grund av att han var så fascinerad av dess unika matematiska tillämpningar. Ett exempel är att storleken på spiralen ökar hela tiden, men formen hålls exakt likadan kurva efter kurva. Detta kallas även för “self similarity” eller  “självliknelse”.
Möjligen på grund av dess unika form ser vi denna spiral i en hel del naturfenomen, som till exempel pärlbåtar, spiralgalaxer eller ormbunksblad.
Jakob Bernoulli ville även ha en sådan här spiral ingraverad på sin gravsten tillsammans med meningen; “Eadem mutata resurgo” som på engelska betyder “although changed, I shall arise the same”.
Trots detta, via någon form av missförstånd, så ingraverades en Archimedesspiral istället.
Andra som har studerat logaritmiska spiraler är Descartes, 1638. Han kallade den för "equiangular spiral". Torricelli, 1647, som upptäckte relationen s = a.r samt Halley som kallade den för proportionalspiral.
Vad alla dessa hade gemensamt är att de var fascinerade över att storleken ändras, men formen hålls exakt likadan

## I naturen
Det finns flera naturfenomen där man kan hitta kurvor som beter sig som logaritmiska spiraler. Här följer några exempel:
1. Hur en örn jagar sitt byte.
2. Hur insekter far mot ljuskällor. De är vana att ha ljuskällan i en konstant vinkel mot sin flygrutt.
3. Spiralgalaxer, till exempel Vintergatan, har ett flertal spiralarmar som formar en logaritmisk spiral.
4. Armarna för tropiska stormar, som till exempel orkaner.
5. Flera djurarter
6. Vissa badstränder är också formade som logaritmiska spiraler, som Half Moon Bay i Kalifornien.

### Webbkällor
- http://matmin.kevius.com/spiral.php
- https://web.archive.org/web/20050120231312/http://hem.passagen.se/pfm68/sloejd/gryt/gyllene.html
- http://jwilson.coe.uga.edu/emt668/emat6680.f99/erbas/kursatgeometrypro/golden%20spiral/logspiral-history.html